# Vladimir Gontcharov
Vladimir Aleksandrovich Goncharov (còn gọi là  Vladimir Gontcharov, tiếng Nga: Владимир Александрович Гончаров; sinh ngày 21 tháng 5 năm 1977 tại Sosnovy Bor) là một vận động viên bắn súng người Nga. Anh dành tổng cộng ba huy chương đồng bắn súng ngắn hơi tại Giải vô địch bắn súng thế giới (2002, 2006, and 2014) và cũng đã được lựa chọn để đại diện cho Nga tại Thế vận hội mùa hè 2000 tại Sydney, chung cuộc đứng thứ chín ở nội dung súng ngắn hơi và thứ tư ở nội dung súng ngắn tự do Gontcharov cũng là thành viên của đội bắn súng Dynamo St. Petersburg, dưới sự huấn luyện của Anatoliy Suslov.
Gontcharov đủ tư cách tham gia đội tuyển bắn súng Nga ở Thế vận hội Mùa hè 2000 tại Sydney sau khi đạt số điểm bắt buộc tối thiểu là 590 điểm ở nội dung súng ngắn hơi tại World Cup ISSF 1999. Trong nội dung bắn súng ngắn hơi tổ chức tại Gontcharov với 572 điểm, anh chia sẻ vị trí thứ chín cùng vận động viên người Uzbekistan Dilshod Mukhtarov ở vòng bảng và bỏ lỡ cơ hội tham gia vòng chung kết khi thiếu hai điểm. Gontcharov có cơ hội để cải thiện thành tích bản thân trong nội dung súng ngắn tự do nam bằng cách giành một trong tám vị trí đầu vòng chung kết, nhưng cuối cùng đã bắn một phát bắn tồi tệ chỉ đạt 7,3 điểm trong loạt thứ chín và tự đánh mất huy chương với vị trí thứ tư với tổng điểm cuối cùng của 662,5 thua sau huy chương đồng Martin Tenk của Cộng hòa Séc chỉ 0,3 điểm.
Vào năm 2014 tại giải vô địch bắn súng Thế giới ISSF tại Granada, Tây Ban Nha, Gontcharov đã loại vận động viên người Trung Quốc Pu Qifeng với chênh lệch là 1,1 điểm để giành huy chương đồng thứ ba trong sự nghiệp của mình (lần đầu tiên được thực hiện vào năm 2002 và lần tiếp theo vào năm 2006) trong nội dung súng ngắn hơi nam với 178,9 điểm. Mặc dù bỏ lỡ cơ hội của mình để cố gắng tham gia Olympic lần thứ ba liên tiếp kể từ năm 2000, Gontcharov về vị trí thứ ba chung cuộc tại giải vô địch thế giới đã đảm bảo cho anh một suất tham dự Olympic cùng đội tuyển Nga tại Thế vận hội mùa hè năm 2016, đánh dấu sự trở lại có thể của anh sau mười sáu năm vắng bóng.